# Murnau am Staffelsee
Murnau am Staffelsee település Németországban, azon belül Bajorországban. Lakosainak száma 11 918 fő (2023. december 31.).

## Népesség
A település népessége az elmúlt években az alábbi módon változott:
| Lakosok száma | 1414 | 5438 | 8352 | 9913 | 11 453 | 11 882 | 11 975 | 12 149 | 12 128 | 11 918 |
|               | 1875 | 1950 | 1975 | 1987 | 2012   | 2014   | 2016   | 2017   | 2021   | 2023   |

## Fekvése

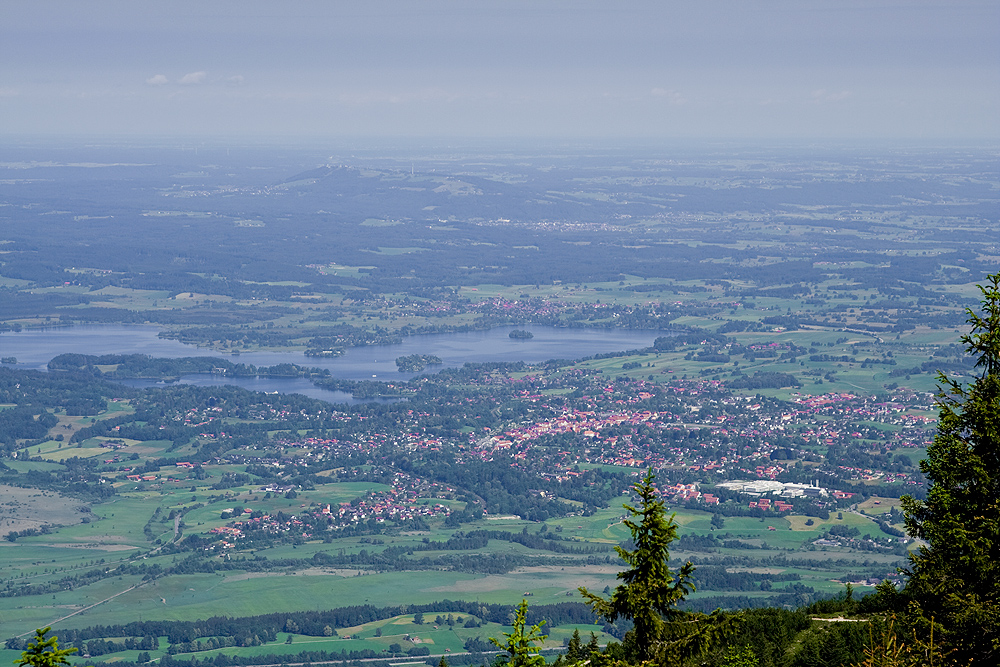
A környék légifelvételen

A település Münchentől 70 km-re délre terül el, az Alpok lábánál.

## Története

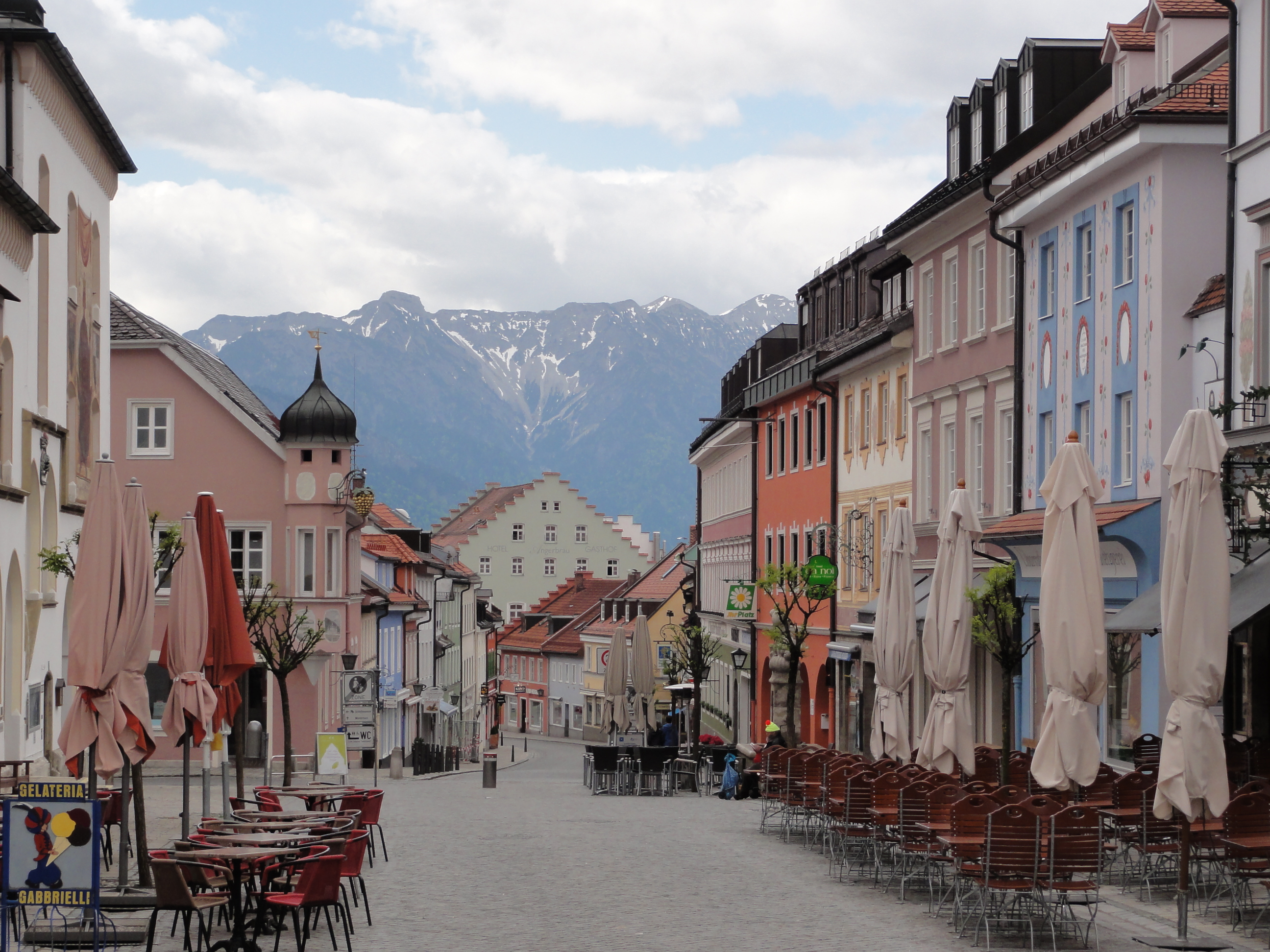

A települést egy 1180-ból származó oklevél említette először. 1329-ben Bajor Lajos német-római császártól kapott vásártartási jogot a neogótikus városháza falára festett freskó alapján. Barokk stílusban épült plébániatemploma 1717-1734 között épült, de toronylábazata 15. századi. A főoltár faragott szoborcsoportja 1750 körül készült. 
A 17. század ismételt tűzvészei után a városka Gabriel von Seidl müncheni építész tervei alapján épült újjá.

## Közlekedés

### Közúti közlekedés
A várost érinti az A95-ös autópálya.

## Nevezetességek
- Plébániatemplom - barokk stílusban épült.
- Üvegfestészet múzeuma - e sajátságos művészeti ág Münchenből ide vonzotta a világhírű orosz festőt Vaszilij Kandinszkijt is.
- Staffel-tó (Staffelsee) - Felső-Bajorország egyik legmelegebb vizű tava mindamellett, hogy legnagyobb mélysége megközelíti a 35 métert is. A tó 4 km hosszú és 3,5 km széles. Hét sziget alakult ki rajta, melyek közül Buchau szigetén van Európa egyik legvadregényesebb kempingje, melyet csak menetrendszerű hajójárattal vagy csónakkal lehet megközelíteni.
- Riegsee - A Murnau környéki Riegsee is Bajorország legmelegebb tavai közé tartozik, 3 km hosszú, 1 km széles. Déli partján a Szent Lénárd búcsújáró templom 1770-ben épült, rokokó stílusban. Másik Szt. Istvánról elnevezett tóparti kápolnát a 18. században átépítették. Oltárán egy 15. századi Szt. István szobrot őriznek, a vértanú fából faragott alakját.

## Galéria

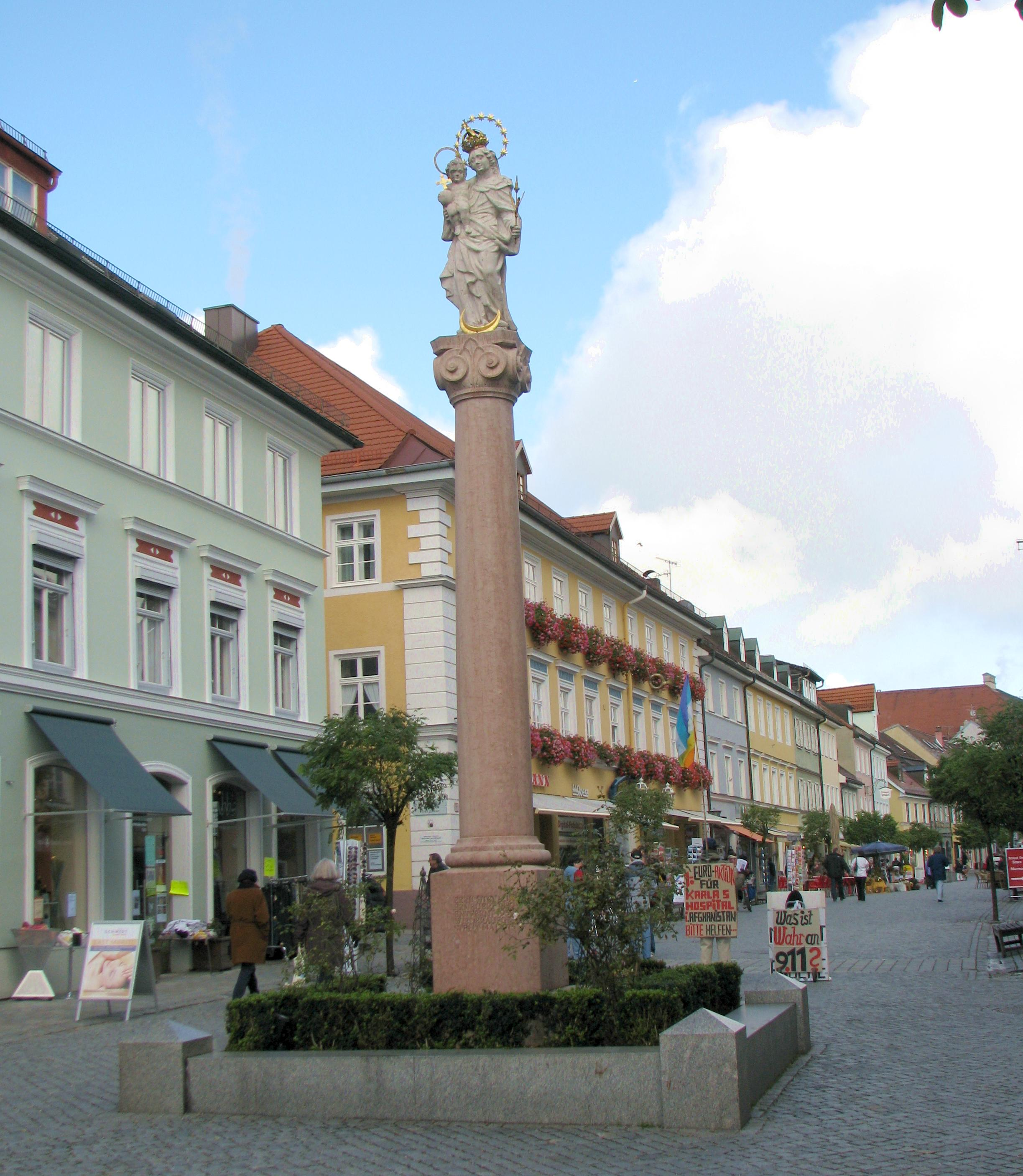
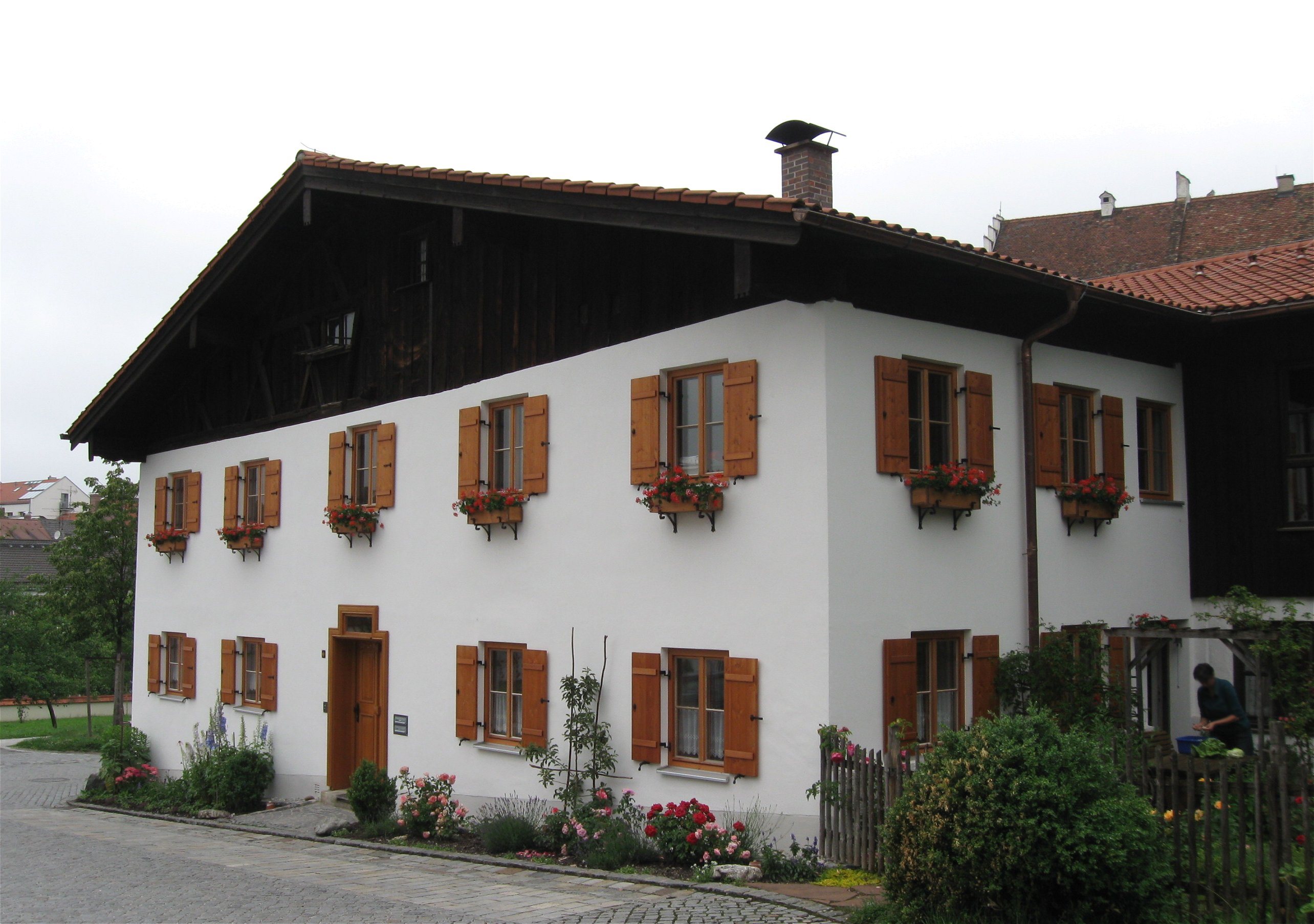
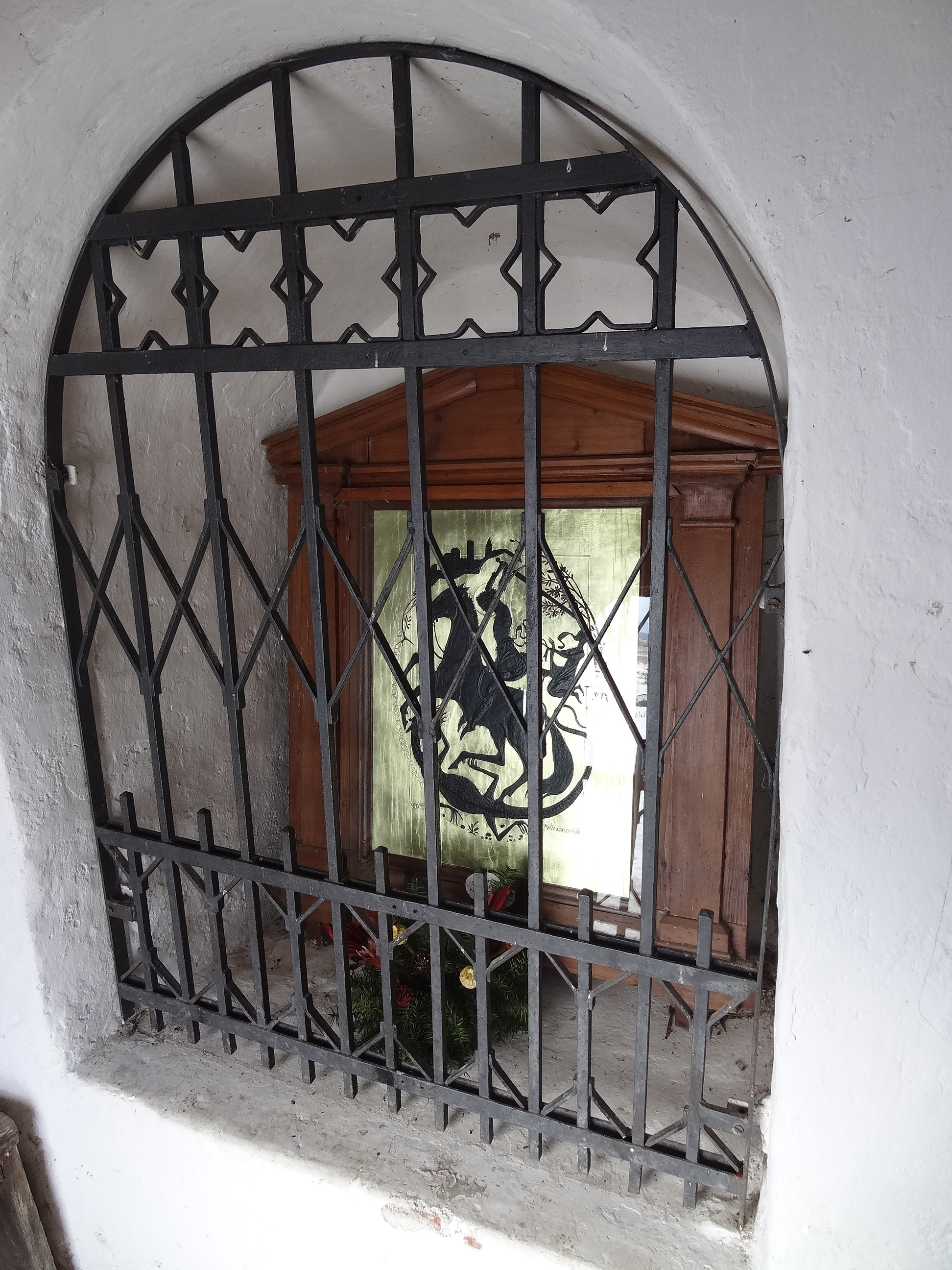
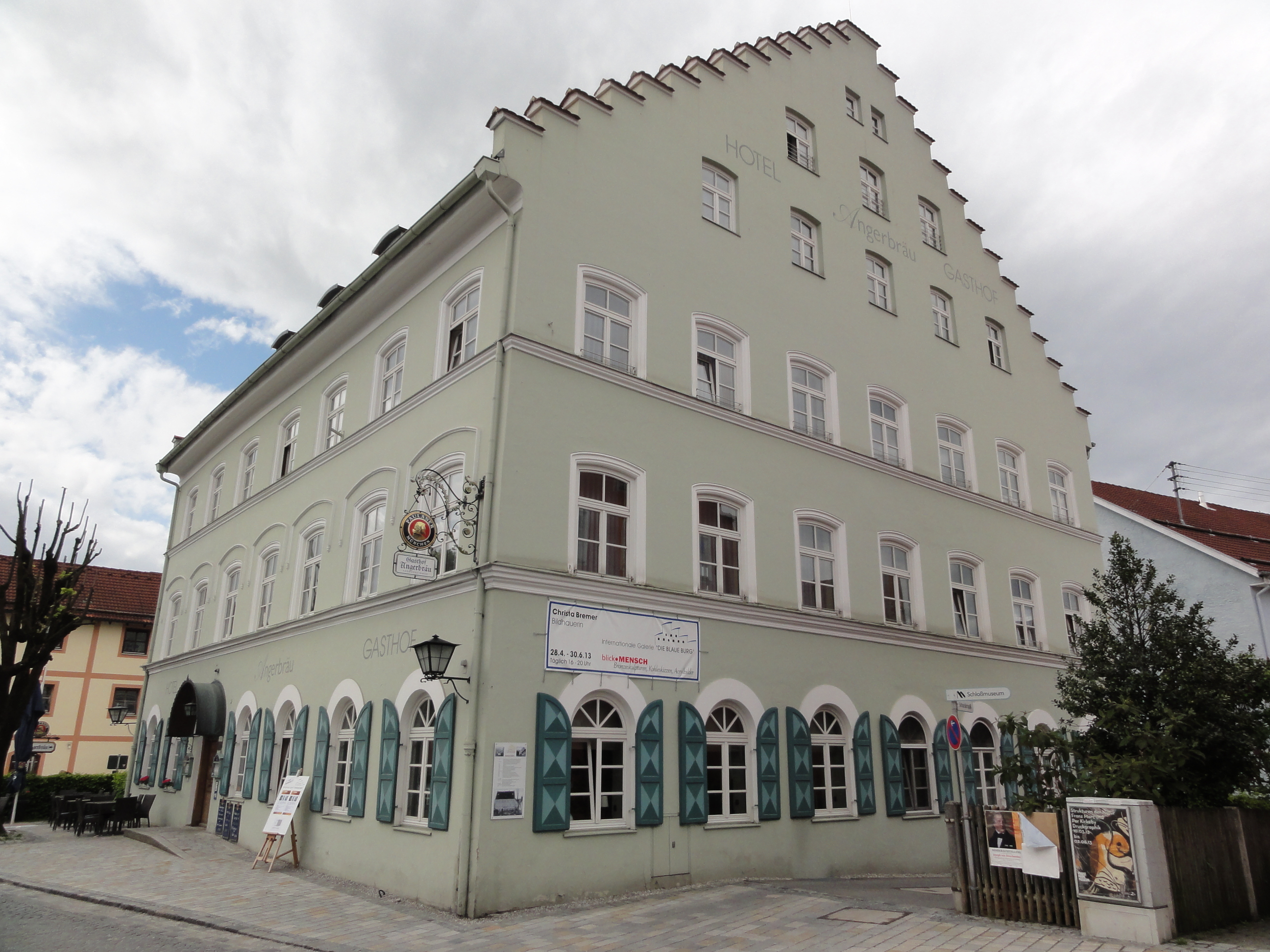
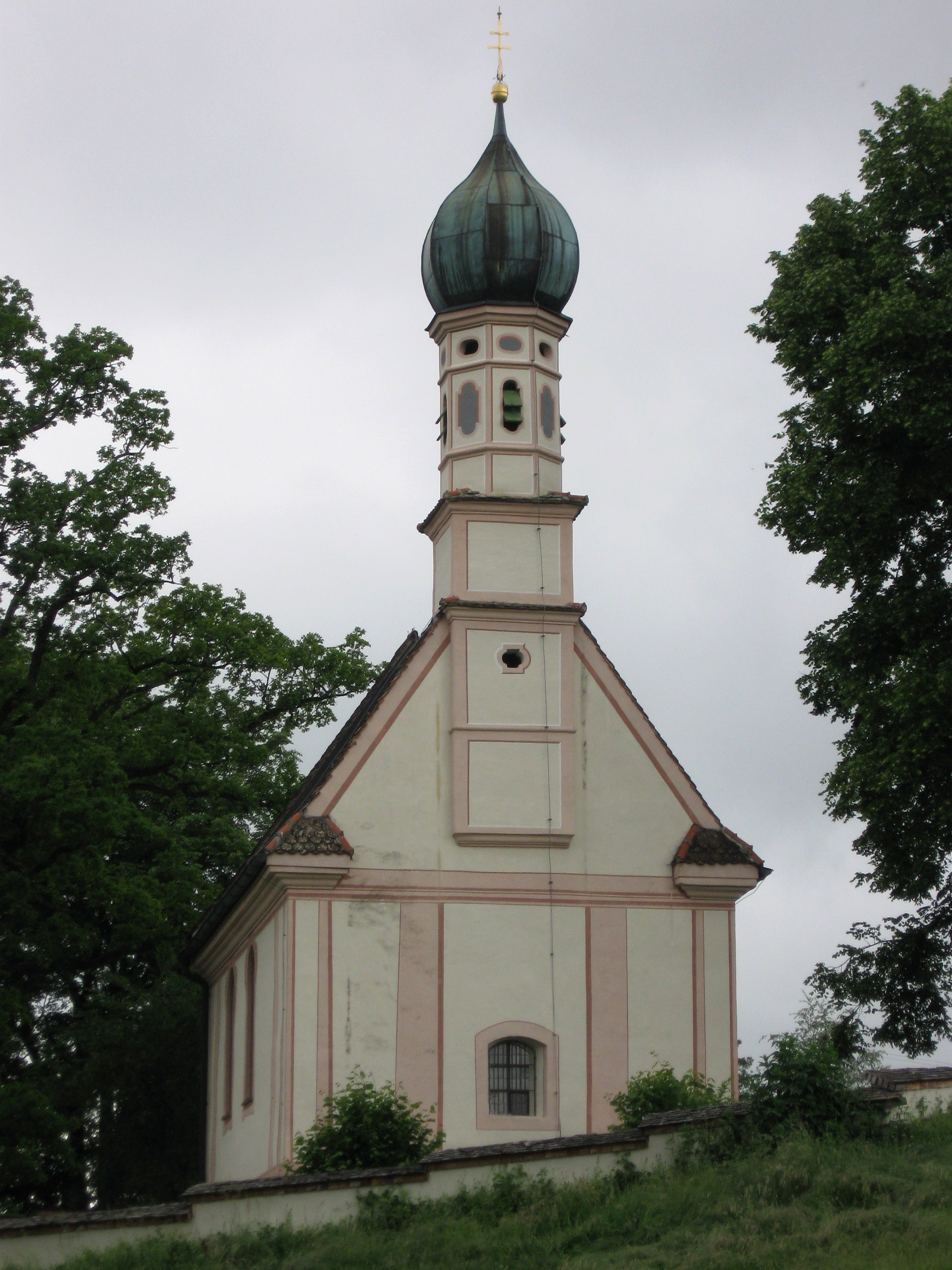
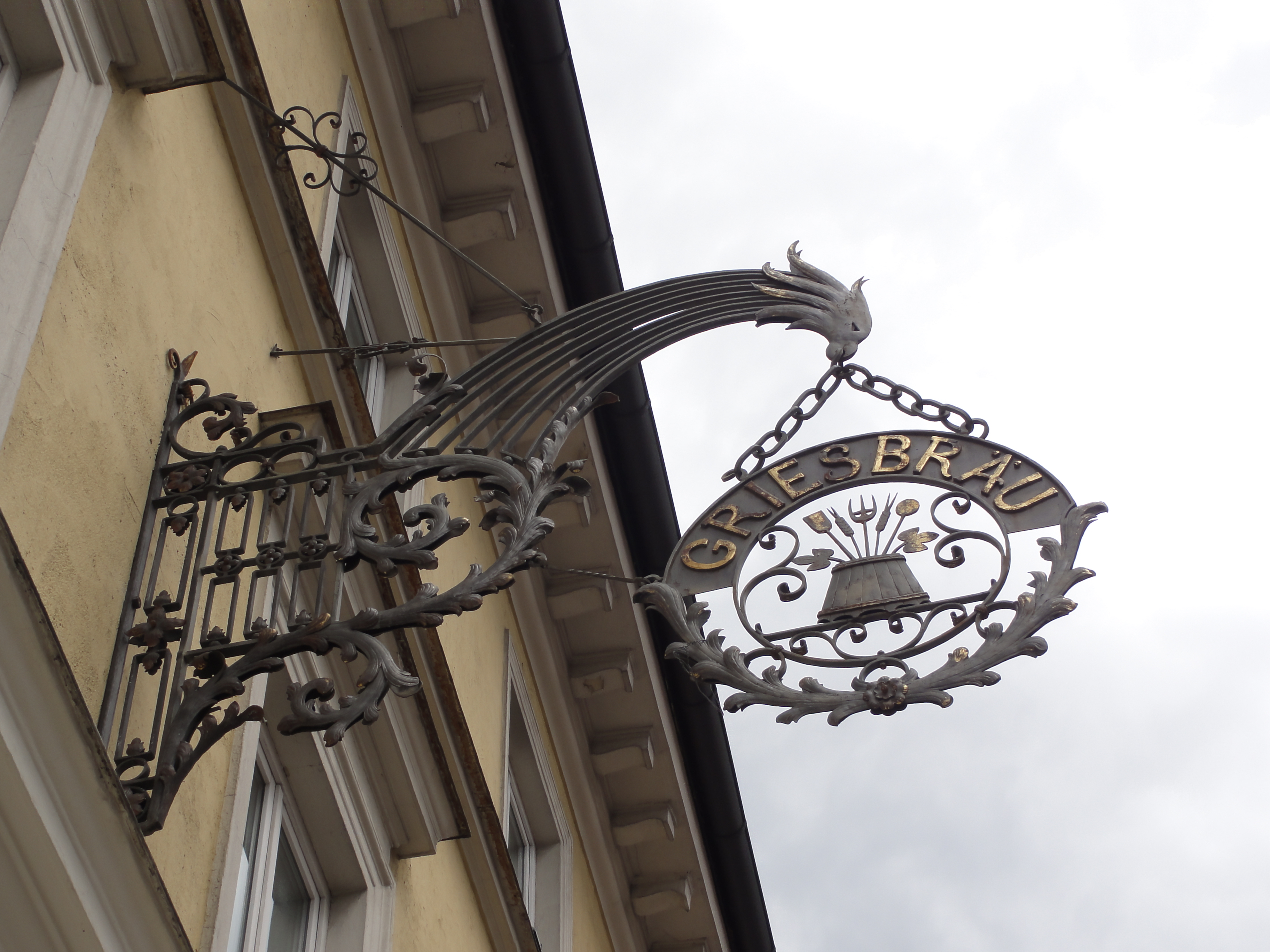